# Papež Aleksander I.
Sveti Aleksander I., škof Rima, svetnik (in  mučenec ) rimskokatoliške Cerkve, * 1. stoletje n. št. Rim (Italija, Rimsko cesarstvo); † okoli 115, Rim, (Italija, Rimsko cesarstvo).

## Življenjepis

### Sveti Irenej in ustno izročilo
Sveti Irenej Lyonski omenja Aleksandra I. kot petega naslednika apostolov, vendar ne govori ničesar o njegovem mučeništvu. Njegov pontifikat je trajal okrog deset let in ga nahajamo tudi v „Seznamu rimskih škofov” pri Hegesippusu (Evzebij IV. XXII, 3). Po stalnem izročilu, ki sega do konca petega stoletja, in ga omenja Liber Pontificalis, je pretrpel mučeniško smrt z obglavljenjem na Via Nomentana v Rimu, dne 3. maja; isto izročilo tudi pravi, da je bil rojen kot Rimljan in da je vodil Cerkev za časa Trajana (89–117). Pripisuje mu, da je vstavil v rimski kanon besede posvetitve. Obenem mu pripisuje, da je uvedel mešanje blagoslovljene vode s soljo za očiščevanje krščanskih domov pred vplivanjem hudega duha (constituit aquam sparsionis cum sale bededici in habitaculis hominum). Že zgodaj je v Rimu bil običaj, da so blagoslovili ljudstvo z blagoslovljeno vodo na začetku maše pojoč antifono „Asperges me”
Njegove relikvije so 834. leta prenesli v Freising na Bavarskem.

### Plinij Mlajši piše cesarju Trajanu
V času papeža Aleksandra I. se je po nekaterih pokrajinah rimskega cesarstva krščanstvo že precej razširilo. Leta 112 je Plinij Mlajši, cesarski namestnik v Bitiniji (severozahodni del Male Azije), pisal cesarju Trajanu, da so med kristjani ljudje vseh starosti, vseh stanov, obeh spolov in da se je »kuga tega praznoverja razširila po mestih ter celo po vaseh in na deželi«. Na vprašanje, kako naj ravna s kristjani, mu je cesar dal naslednja navodila: za kristjani naj ne poizveduje in naj nikakor ne sprejema anonimnih obtožb, če pa je kdo pravilno naznanjen, naj proti njemu uvedejo sodno obravnavo; če se obtoženec ne odpove krščanstvu, naj ga kaznujejo s smrtjo. Trajanove določbe, ki so zahtevale, da se pripadnost krščanstvu kaznuje s smrtjo, so postale splošno pravilo za pravno ravnanje javne oblasti s kristjani v drugem stoletju. 

## Smrt in češčenje
Goduje 3. maja kot neobvezni god.

### Ocena
Po Irenejevem seznamu je Aleksander I. šesti v vrsti papežev. Liber Pontificialis poroča, da je pretrpel mučeništvo; možno pa je, da so ga zamenjali z Aleksandrom-mučencem, ki tudi goduje 3. maja. Na Via Nomentana v Rimu so postavili baziliko njemu v čast. 
Ker najstarejša papeška kronika ničesar ne ve o mučeništvu papeža Aleksandra I. in njegovem pogrebu ob Via Nomentana, je tu najbrž mišljen rimski mučenec Aleksander, ki je bil mučen v Rimu hkrati s sv. Evencijem, Teodulom, Kvirinom in Hermom za časa cesarja Hadrijana okoli leta 130. Ti rimski mučenci so bili pokopani ob Via Nomentana v Rimu, njihov praznik pa se od papeža Damaza I. (366–384) dalje omenja v rimskem koledarju. Aleksandra upodabljajo s papeško krono in s papeškim križem ter z mečem. Kvirin je morda bil rimski tribun. Po poznejši legendi ga je krstil papež Aleksander I. hkrati z njegovo hčerjo Balbino. 
1885. leta so na kraju, ki ga je izročilo označevalo kot mesto Aleksandrovega mučeništva, odkrili na pol pod zemljo pokopališče svetih mučencev Aleksandra, Evencija in Teodula. Nekateri arheologi menijo, da je bil tam najdeni Aleksander papež, a ta starodavni grob naj bi bil kraj njegova mučeništva. Obstajajo pa tudi zgodovinarji, ki menijo, da ta Aleksander ni istoveten s papežem Aleksandrom in da naj bi do istovetenja prišlo šele v 4. stoletju. To tezo zagovarjata zlasti Louis Duchesne in Adolf von Harnack.